# Grębień
Grębień – wieś w Polsce położona w województwie łódzkim, w powiecie wieluńskim, w gminie Pątnów.

## Podział administracyjny i położenie
Ulicówka, położona pomiędzy wybiegającymi promieniście z Wielunia szosami do Kluczborka i Częstochowy. Położona ok. 9 km na południe od Wielunia.
W latach 1975–1998 miejscowość administracyjnie należała do województwa sieradzkiego.

## Historia
Początki zasiedlenia w rejonie miejscowości wiąże się z młodszą epoką brązu oraz wczesną epoką żelaza. Na terenie wsi archeolodzy odkopali cmentarzysko ciałopalne kultury łużyckiej z IX–VII w. p.n.e.
Miejscowość historycznie należy do ziemi wieluńskiej i związana była z Wielkopolską. Ma metrykę średniowieczną i istnieje co najmniej od XIII wieku. Wymieniona w dokumencie zapisanym w 1299 jako "Gramben, "Graby en", "Grabień" .
Początkowo należała do Stoigniewa. Pierwsza wzmianka o wsi zapisana została w 1299 w dokumencie wystawionym przez Władysława Łokietka, który zatwierdził zamianę wsi Grójec na Grębień należący do arcybiskupa gnieźnieńskiego i Stogniewa, rozciągając nań wolności, jakie posiadały wsie arcybiskupie. Zapis zrealizowano dopiero po wyroku sądu ziemskiego w 1362. Druga część wsi weszła we władane arcybiskupa gnieźnieńskiego w drodze zamiany. Poprzez darowizny właścicieli stała się własnością kapituły katedralnej gnieźnieńskiej. Lokacja wsi na prawie średzkim nastąpiła w 1323 kiedy Sieciech syn Stogniewa ze Świby sprzedał sołtysowi grębieńskiemu Swentorowi za 1,5 grzywny miejscowe sołectwo. W 1418 król polski Władysław Jagiełło zezwolił arcybiskupowi poznańskiemu założyć sadzawkę w polu przy strumyku pomiędzy Grębieniem, a królewską wsią Pątnowem, a przy niej zbudować młyn wodny oraz piłę .
Miejscowość została odnotowana w historycznych dokumentach podatkowych. W 1511 we wsi były 23. łany kmiece, z tego 13. to  były łany osiadłe, a 4. łany należały do sołtysa. W 1518 znajdowało się tu 5,5 łana. W 1552 we wsi mieszkało 13. kmieci arcybiskupstwa, 1. kmieć sołtysa. W 1553 – 5 łanów kmiecych, 0,5 łana sołtysiego .
W okresie Rzeczpospolita Obojga Narodów,  w końcu XVI wieku, wieś leżała w powiecie wieluńskim województwa sieradzkiego. 

## Zabytki

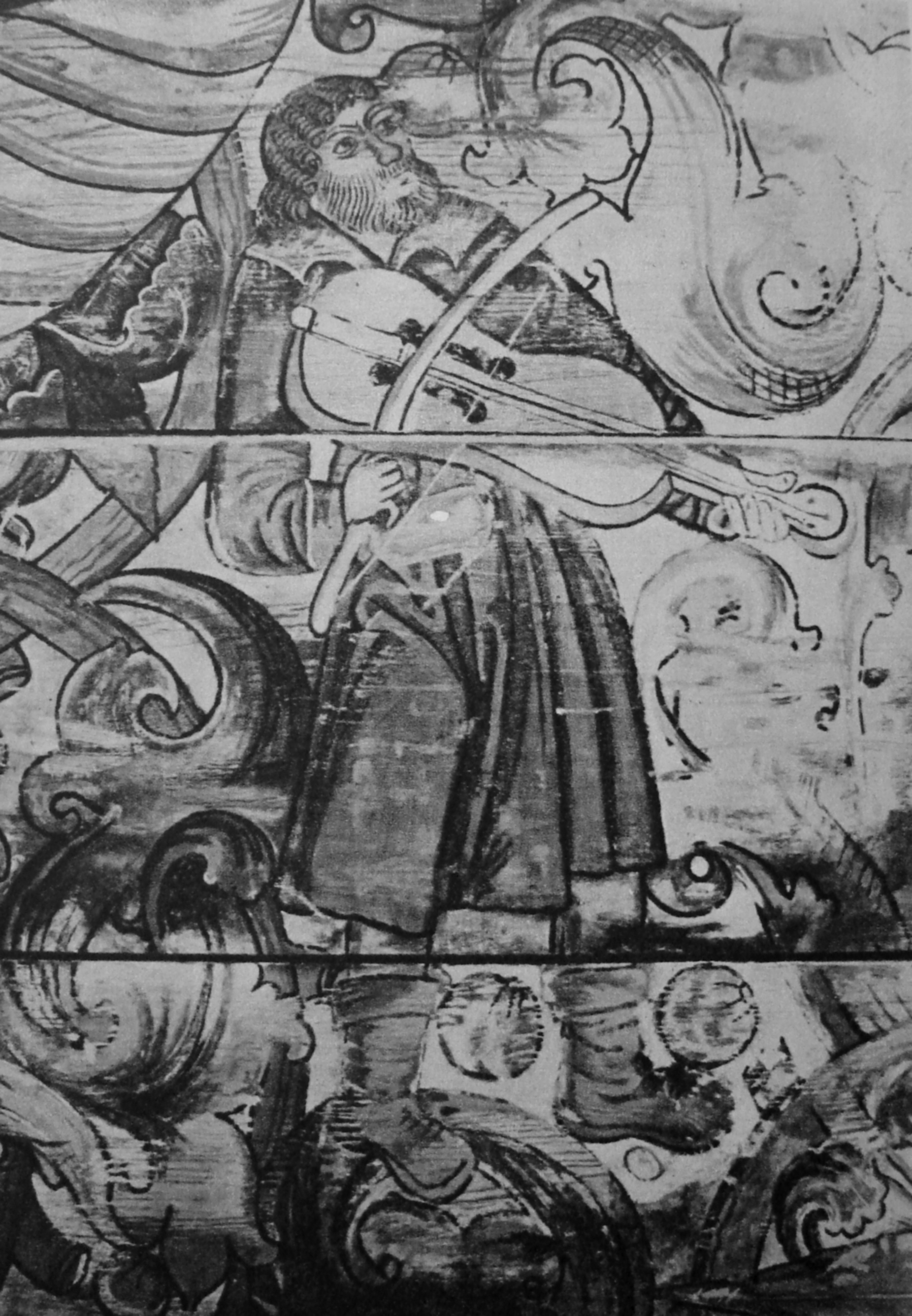
Polichromia z 1530 roku w kościele Świętej Trójcy ukazująca wędrownego grajka grającego na polskich skrzypcach.

Około 2 km od szosy do Kluczborka stoi ukryty wśród drzew kościół Świętej Trójcy z ok. 1500 r., rozbudowany (zakrystia, kruchta) w latach 1900–1914, zaliczany do późnośredniowiecznych kościółków grupy wieluńskiej. Jest drewniany, przykryty wysokim dachem gontowym, z wieżą nieco tylko wystającą poza kalenicę dachu. Największą ozdobą kościoła jest gotycko-renesansowa polichromia fundacji prymasa Jana Łaskiego z lat 1520–1531. Na szczególną uwagę zasługują nowatorskie jak na owe czasy świeckie motywy malowidła na sklepieniu kościoła, m.in. orzeł jagielloński i postacie grajków: dworskiego oraz plebejskiego w strojach z epoki, poza tym zaśnięcie NMP, św. Annę Samotrzeć i św. Jadwigę Śląską. W prezbiterium strop zdobi Trójca Św., a całość wzbogaca dekoracja roślinno-kwiatowa o charakterze ludowym. W ołtarzu głównym gotycki tryptyk drewniany z XVI w. z rzeźbami MB z Dzieciątkiem, św. Barbary i św. Mikołaja oraz gotycka rzeźba Boga Ojca na tronie. Według tradycji ołtarz ten miał być ołtarzem polowym hetmana Jana Zamoyskiego w czasie bitwy pod Byczyną. Tutaj także miał być pochowany regimentarz olkuskich górników - Hołubek, który poległ w tej bitwie. Obramienia drzwi w kształcie tzw. oślego grzbietu. W 1719 r. kapituła gnieźnieńska nadała ziemię proboszczowi Kadłuba, zobowiązując go do remontu kościoła. W latach 1810–1816 wzniesiono nową dzwonnicę, stojącą do dziś. W XIX w. kościół zmieniał parafię: w 1827 na pątnowską, a w 1863 na parafię w Krzyworzece, obecnie (od 1904 r.) należy do parafii Dzietrzniki. Kościół można zwiedzać w niedzielę po mszy św., a poza tym za zezwoleniem księdza w Dzietrznikach.
Według rejestru zabytków Narodowego Instytutu Dziedzictwa na listę zabytków wpisane są obiekty:
- kościół filialny pw. Świętej Trójcy, drewniany, pocz. XVI w., nr rej.: 938 z 30.12.1967
- dom, drewniany, XVIII w., nr rej.: 591-XIV-71 z 19.11.1953

## Galeria
Galeria przedstawiająca XVI wieczne polichromie z grębieńskiego kościoła:

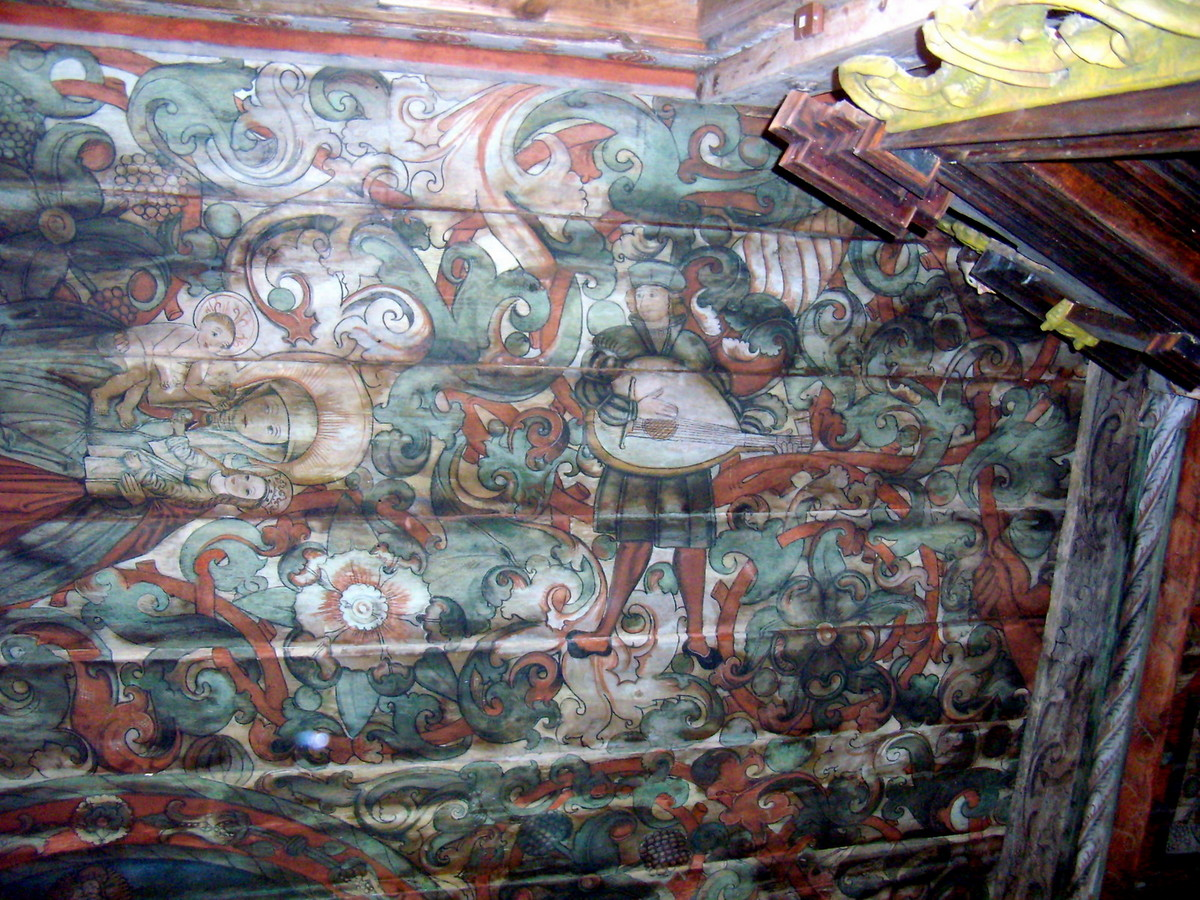
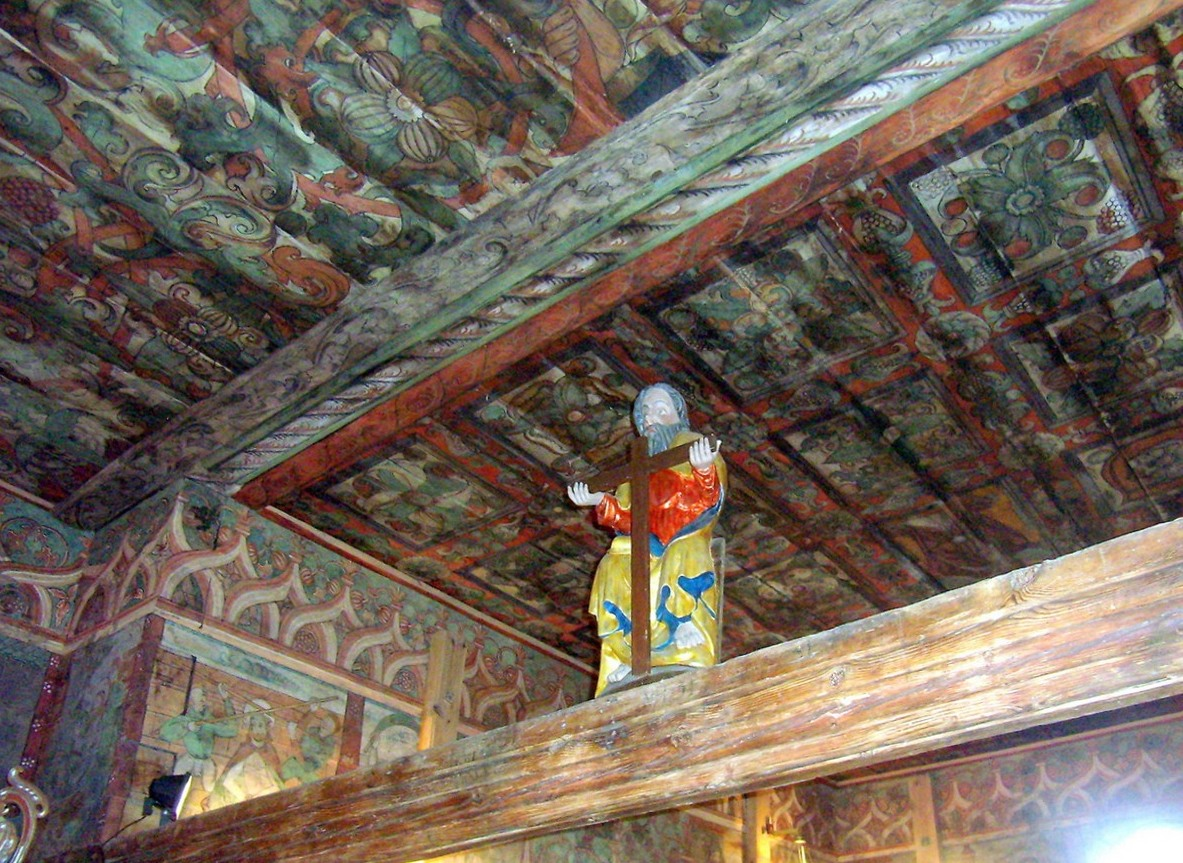
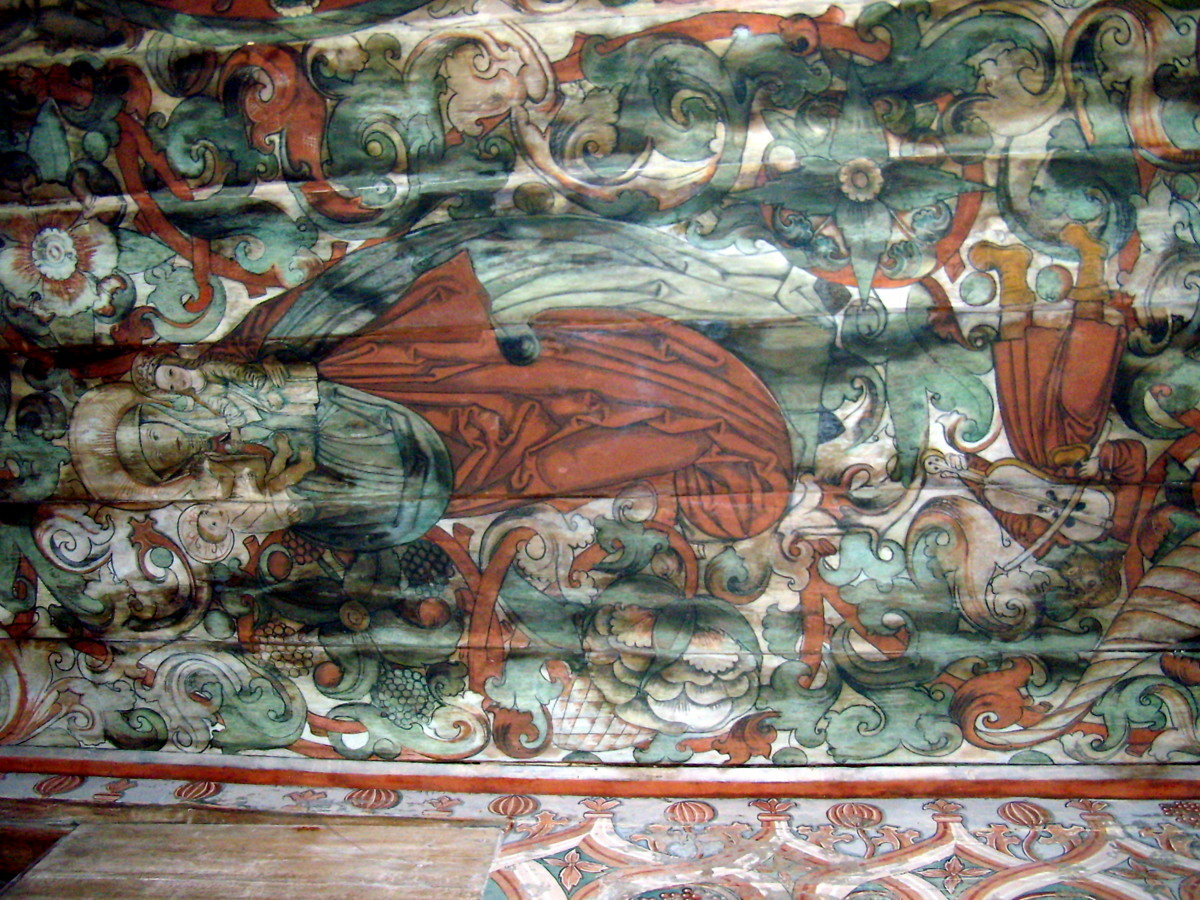
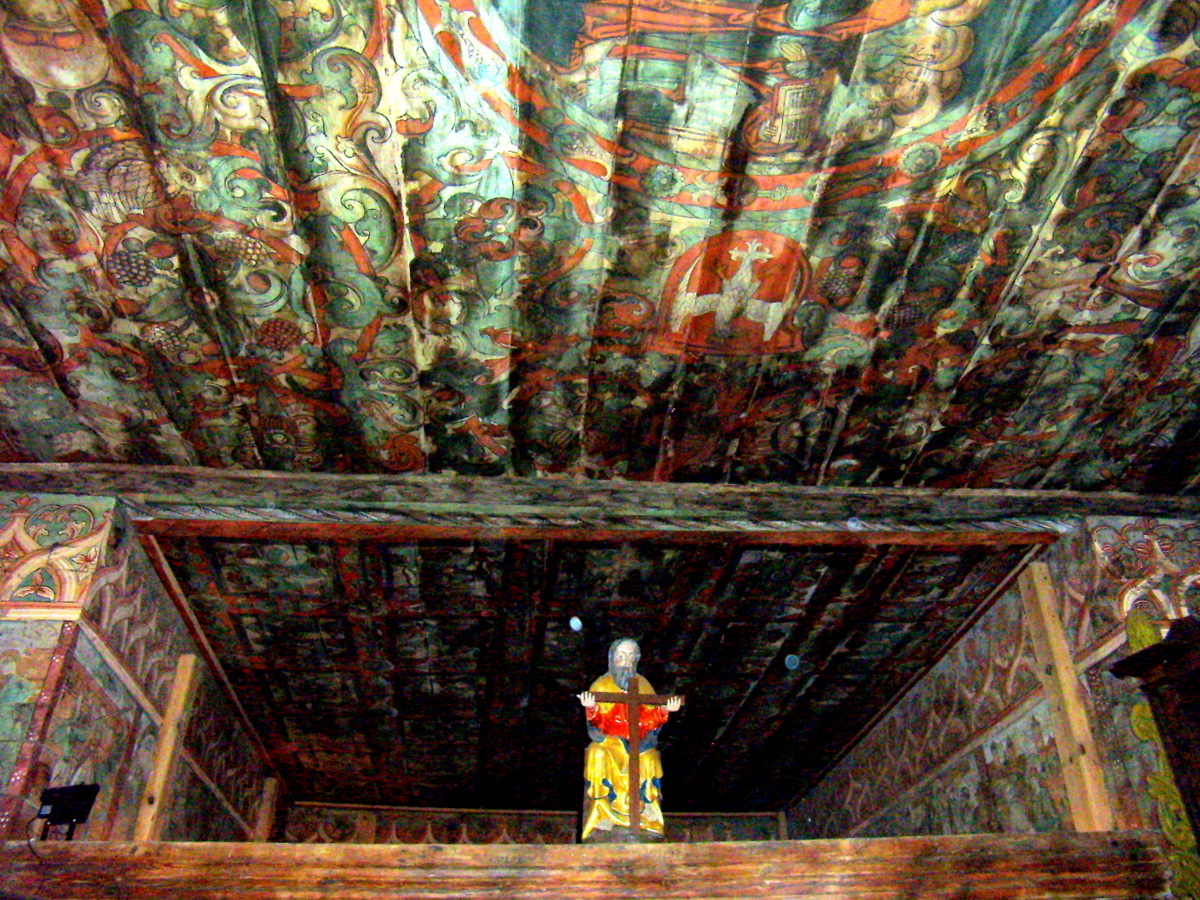
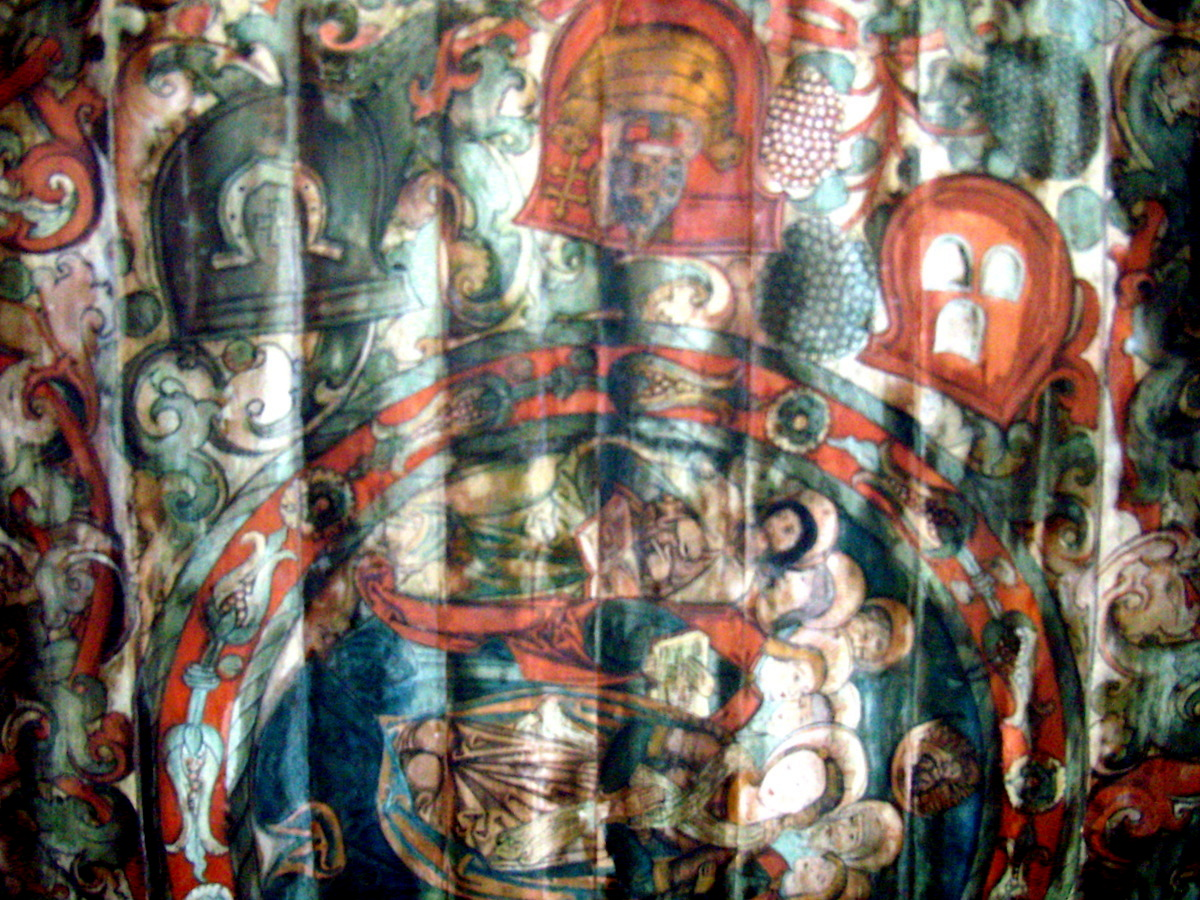